# Квант: Эйнштейн, Бор и великий спор о природе реальности
Квант: Эйнштейн, Бор и великий спор о природе реальности (англ. Quantum: Einstein, Bohr, and the Great Debate About the Nature of Reality) — научно-популярная книга Манжита Кумара, изданная в 2008 году на английском языке в издательстве W. W. Norton & Company, посвященная вопросам квантовой физики. На русский язык была переведена и издана в 2013 году.

## Содержание
В своей книге британский писатель индийского происхождения Манжит Кумар излагает интеллектуальную историю того, как в 1920-х годах классическая, ньютоновская, физика, чьи описания объективной, причинной, реальности совпадают с человеческой интуицией, была разрушена квантовой теорией. Квантовая теория говорит, что субатомная частица — допустим, электрон — не находится в определенном месте, пока ее не наблюдают. Это говорит о том, что если человек хочет узнать, с какой скоростью движется электрон, ему придется отказаться от знания того, где он находится. Это говорит о том, что электрон может находиться в двух местах одновременно. Различные предсказания, которые делает квантовая теория, были подтверждены в бесчисленных экспериментах, часть из которых описывается в книге
Книга являет собой хорошую и подробную историю квантовой революции, однако это не значит, что её легко читать. В отличие от многих книг по физике для неспециалистов, в данной работе нет уравнений — за исключением пары «простых», описывающих принцип неопределенности, открытие Вернера Гейзенберга, который говорит о том, что нельзя одновременно определить точно положение и импульс субатомной частицы.
Главными действующими лицами в книге являются Нильс Бор, чей физический институт отстаивал контринтуитивную «копенгагенскую интерпретацию» квантовой механики, и Альберт Эйнштейн, который возражал против «отказа Бора от представления реальности… независимой от наблюдения». Эйнштейн считал, проще говоря, что электрон существует — и существует в определенном месте — независимо от того, наблюдают ли его. Бор и его ученик Гейзенберг считали, что «пока не произведено наблюдение или измерение, такой микрофизический объект, как электрон, нигде не существует», и что «больше невозможно провести разделение, существовавшее в классической физике, между наблюдателем и наблюдаемым».
Автор книги, так осторожно, как только может, проводит читателя через чащу перестановок, которые привели к завершению теории и её окончательному экспериментальному подтверждению.
Научное повествование сопровождается биографическим зарисовками о людях науки, вовлеченных в описываемые события. Среди них: Макс Планк, «неохотный революционер», который открыл и дал название кванту в 1900 году, когда он был «вынужден принять» свои собственные данные, показывающие, что излучение испускается и поглощается пакетами. Эрвин Шредингер, который изобрел конкурирующую механику во время отдыха со своей любовницей в Альпах и отказывался принять фундаментальную прерывность природы — вплоть до того, что упал в обморок во время визита к Бору после марафонского спора с хозяином («Бор сидел на краю кровати и продолжал спор»). И язвительный Вольфганг Паули, прозванный «Гнев Божий», чей интеллект пугал людей и который читал работы Эйнштейна по общей теории относительности под партой в старших классах, «когда ему наскучил особенно нудный урок».